# Lethrus vachshianus
Lethrus vachshianus är en skalbaggsart som beskrevs av Nikolajev och Shukronaje 1989. Lethrus vachshianus ingår i släktet Lethrus och familjen tordyvlar. Inga underarter finns listade i Catalogue of Life.